# Григорович Лілія Степанівна
Лі́лія Степа́нівна Григоро́вич (нар. 12 вересня 1957, Івано-Франківськ) — народний депутат України, 1-й заступник голови Комітету з питань охорони здоров'я (з 07.2006), член фракції Блоку «Наша Україна» (з 04.2006); голова Союзу українок (з 2001); директор Центру суспільно-політичної аналітики «Візія» (з 2003); член Ради НСНУ (з 07.2005); член президії Ради НС «Наша Україна» (з 12.2006); член Комісії при Президентові України у питаннях помилування (з 12.2005).

## Життєпис
Народилась 12 вересня 1957 (м. Івано-Франківськ), українка.

### Сім'я
- Батько — Малофій Степан Васильович (1896–1978), священик;
- мати — Марія Матвіївна (1922–1973), домогосподарка;
- чоловік — Григорович Василь Романович (1956), лікар-стоматолог, заступник начальника управління МОЗ України;
- сини — Роман (1984) і Нестор (1988).

## Освіта
- Івано-Франківський медичний інститут (1978-85), лікар-лікувальник;
- Українська академія державного управління при Президентові України (2000), магістр державного управління.

## Верховна Рада України
Народний депутат України 2-го скликання з 04.1994 (2-й тур) до 04.1998, Снятинський виборчий округ № 204, Івано-Франківська область, висунена виборцями. Голова підкомітету з питань медичних проблем материнства і дитинства Комітету з питань охорони здоров'я, материнства і дитинства. Член фракції НРУ. На час виборів: Івано-Франківська обласна лікарня, лікар-алерголог. 1-й тур: з'явилося 93 %, за 15.31 %. 2-й тур: з'явилося 88.7 %, за 52.18 %. 10 суперників (осн. — Гнідан І. В., 1942 р.н.; Косівська центральна райлікарня, лікар; 1-й тур — 28.19 %, 2-й тур — 38.66 %).
Народний депутат України 3-го скликання 03.1998-04.2002 від НРУ, № 17 в списку. 03.1998 — кандидат в народні депутати України, виборчий округ № 86, Івано-Франківська область. З'явилось 82.1 %, за 9.9 %, 2 місце з 21 претендента. Член фракції НРУ (05.1998-02.99); уповноважений представник фракції НРУ (першої) (з 03.1999; з 04.2000 — фракція НРУ). Заступник голови Комітету з питань охорони здоров'я, материнства та дитинства (з 07.1998).
Народний депутат України 4-го скликання 04.2002-04.06 від блоку Віктора Ющенка «Наша Україна». Член фракції «Наша Україна» (з 05.2002), член Комітету з питань охорони здоров'я, материнства та дитинства (з 06.2002), голова підкомітету з питань законодавчого забезпечення державної політики охорони громадського здоров'я.
Народний депутат України 5-го скликання з 04.2006 від Блоку «Наша Україна», № 10 в списку.
Народний депутат України 6-го скликання з 11.2007 від блоку «Наша Україна — Народна самооборона», № 12 в списку. На час виборів: тимчасово не працювала, член НСНУ.
Восени 2012 року балотувалася до Верховної Ради VII скликання за списком Нашої України (№ 19), проте партія не подолала 5-відсотковий прохідний бар'єр.

## Професійна та політична кар'єра
1974 — по закінченню школи працювала санітаркою в обласній лікарні. 

З 1978 — навчалася в інституті. 

З 1987 — лікар-алерголог Івано-Франківської обласної дитячої консультативної поліклініки. 

З 1993 — позаштатний алерголог; з січня 1994 — обласний дитячий імунолог. 

З 1990 — фундатор і голова крайового Братства Апостола Андрія Первозванного. 

З 1992 — заступник голови суспільної служби м.Івано-Франківська. 

З жовтня 1995 по листопад 1996 — член Комітету у справах жінок, материнства і дитинства при Президентові України. 

Грудень 1996 — вересень 1997 — заступник Міністра України у справах сім'ї та молоді; 

Листопад 1995 — січень 1997 — представник України у Виконавчій раді Дитячого фонду ООН (ЮНІСЕФ). 

З жовтня 1995 — координатор депутатського об'єднання «За єдину помісну Православну Церкву в Україні». 

Довірена особа кандидата на пост Президента України В.Ющенка в ТВО № 165 (2004–2005). 

Радник Президента України (поза штатом, червень 2005 — жовтень 2006). 

Член Центрального проводу НРУ (1995–2005), член Політради НРУ (березень 1999–2005).

## Звання та нагороди
- Заслужений працівник охорони здоров'я України (5 березня 1997)[12].
- Орден «За заслуги» ІІІ ст. (серпень 2001)[13].
- Орден князя Ярослава Мудрого V ст. (січень 2007)[14].

## Інше
Володіє англійською, польською мовами.
Захоплюється написанням віршів.